# Zapata (Texas)
Zapata es un lugar designado por el censo ubicado en el condado de Zapata en el estado estadounidense de Texas. En el Censo de 2010 tenía una población de 5089 habitantes y una densidad poblacional de 203,91 personas por km².

## Historia
Zapata fue nombrado por José Antonio Zapata Rocha, comandante revolucionario que sirvió en la caballería de la República del Río Grande, de la que la ciudad fue parte.

## Geografía
Zapata se encuentra ubicado en las coordenadas 26°54′8″N 99°15′41″O / 26.90222, -99.26139. Según la Oficina del Censo de los Estados Unidos, Zapata tiene una superficie total de 24.96 km², de la cual 19.77 km² corresponden a tierra firme y 5.19 km² (20.79 %) es agua.

## Demografía
Según el censo de 2010, había 5089 personas residiendo en Zapata. La densidad de población era de 203,91 hab./km². De los 5089 habitantes, Zapata estaba compuesto por el 92.38 % blancos, el 0.02 % eran afroamericanos, el 0.06 % eran amerindios, el 0.18 % eran asiáticos, el 0 % eran isleños del Pacífico, el 6.82 % eran de otras razas y el 0.55 % pertenecían a dos o más razas. Del total de la población el 94.99 % eran hispanos o latinos de cualquier raza.